# Anthocharis sara
Anthocharis sara ist ein Schmetterling (Tagfalter) aus der Familie der Weißlinge (Pieridae).

## Merkmale

### Falter
Die Flügelspannweite der Falter beträgt 27 bis 40 Millimeter. Sie haben eine weiße, zuweilen auch gelbliche Flügelgrundfärbung. Auf der Oberseite der Vorderflügel breitet sich über die Submarginalregion sowie die Postdiskalregion ein deutlicher orangeroter Fleck aus, der bei den Weibchen etwas schwächer ausgeprägt ist. Dieser endet am schwarzen Diskoidalfleck und wird beidseitig schwarz eingefasst. Die Unterseite der Hinterflügel zeigt eine unregelmäßige graugrüne Sprenkelung.

### Ei, Raupe, Puppe
Die Eier haben unmittelbar nach der Ablage eine cremige Farbe, die sich jedoch schon nach wenigen Stunden in orangerote Tönungen wandelt. Sie haben eine ovale Form und sind auf der gesamten Oberfläche mit Querrippen versehen. Die Eier werden einzeln auf der Unterseite des Blattes einer Nahrungspflanze abgelegt.
Frisch geschlüpfte Raupen sind orange gefärbt und mit kurzen, dünnen, dunklen Haaren versehen. Im Laufe der Entwicklung verfärben sie sich zunächst gelblich, dann hell grünlich. Ausgewachsene Tiere haben eine kräftige grüne Farbe und zeigen einen weißen Seitenstreifen sowie einige kurze dunkle Haare.
Die Gürtelpuppe besitzt einen langen, schmalen, konisch geformten Kopf und ist zunächst grünlich. Vor dem Schlüpfen der Falter nimmt sie eine braune Farbe an und die orangeroten Zeichnungselemente der Falter schimmern dann bereits hindurch.

### Ähnliche Arten
Die Art ähnelt Anthocharis cethura, bei der der orangerote Fleck auf der Vorderflügeloberseite jedoch blasser ausgeprägt ist und die graugrüne Sprenkelung auf der Hinterflügelunterseite bandartig verschmolzen ist.
Eine gewisse Ähnlichkeit besteht auch zu den Männchen des Aurorafalters (Anthocharis cardamines). Da dieser jedoch in Europa und Asien vorkommt, gibt es keine geographische Überlappung mit Anthocharis sara.

## Verbreitung und Lebensraum
Das Verbreitungsgebiet von Anthocharis sara erstreckt sich von der Mitte Alaskas entlang der nordamerikanischen Westküste am Pazifik bis nach Kalifornien, weshalb die Art im englischen Sprachgebrauch zuweilen auch als Pacific Orangetip oder Western Orange Tip bezeichnet wird. Sie besiedelt bevorzugt karge, trockene Gebiete, sandige Felder, zuweilen auch lichte Wälder.

## Lebensweise
Die Art bildet meist eine Generation pro Jahr aus. Hauptflugzeit der Falter sind dann die Monate März bis Juni. In Kalifornien werden zuweilen zwei Generationen gebildet, deren Falter in den Monaten Februar bis April bzw. Mai und Juni fliegen. Die Falter saugen zur Aufnahme von Nahrung gerne an Blüten. Junge Raupen ernähren sich bevorzugt von Blättern, ältere von Blüten und Fruchtständen. Sie ernähren sich polyphag von einer großen Zahl von Nahrungspflanzen aus der Pflanzenfamilie der Kreuzblütler (Brassicaceae), dazu zählen: Gänsekresse- (Arabis) und Barbarakräuterarten (Barbara) oder auch Schwarzer Senf (Brassica nigra), Cardamine californica, Streptanthus breweri und viele andere mehr. Die Art überwintert als Puppe.

## Unterarten
Neben der Nominatform Anthocharis sara sara (Lucas, 1852) werden folgende Unterarten unterschieden:
- Anthocharis sara alaskensis (Gunder, 1932)
- Anthocharis sara browningi (Skinner, 1906)
- Anthocharis sara flora (Wright, 1892)
- Anthocharis sara gunderi (Ingham, 1933)
- Anthocharis sara inghami (Gunder, 1932)
- Anthocharis sara julia (W. H. Edwards, 1872)
- Anthocharis sara pseudothoosa (Austin in T. Emmel, 1998)
- Anthocharis sara stella (W. H. Edwards, 1879)
- Anthocharis sara sulfuris (Pelham, 2008)